# قابیل‌لی
قابیل‌لی (به لاتین: Qabıllı) یک منطقه مسکونی در جمهوری آذربایجان است که در شهرستان کنگرلی واقع شده است. قابیل‌لی ۱۰۷۹ نفر جمعیت دارد.